# Цветы лучше пуль
«Цветы́ лу́чше пуль» (англ. Flowers are better than bullets) — фраза, произнесённая американской студенткой Эллисон Краус и ставшая антивоенным лозунгом. Краус погибла 4 мая 1970 года во время расстрела в Кентском университете.

## Происхождение выражения
3 мая 1970 года территория кампуса Кентского университета была оцеплена по приказу Джеймса Аллена Роудса, губернатора Огайо, для удержания студенческих антивоенных движений против ввода американских войск в Камбоджу. Солдатам была дана команда придерживаться политики молчаливого устрашения студентов. Однако в тот день гуляющие по кампусу первокурсница Эллисон Краус и её возлюбленный Барри Левин обратили внимание на солдата: он держал в руках винтовку М1, из дула которой торчал цветок сирени. Между ними завязался дружеский разговор, пока к солдату не подошёл один из офицеров и не сделал выговор по поводу цветка:
Офицер: У твоего взвода учебная стрельба на следующей неделе, так, Майерс?

Майерс: Да, сэр.

Офицер: И ты пойдёшь туда с этим глупым цветком?

Майерс: Нет, сэр.

Офицер: Тогда что он делает в дуле твоей винтовки?

Майерс: Это подарок, сэр.

Офицер: Ты всегда принимаешь подарки, Майерс?

Майерс: Нет, сэр.

Офицер: Тогда почему ты принял этот?

Майерс: (нет ответа)

Офицер (протягивая руку): Что ты с ним сделаешь, Майерс?

(Майерс сминает цветок)

Офицер (хватает цветок): Так-то лучше, Майерс. Теперь исправься и начни вести себя как настоящий солдат. Забудь про все эти мирные штучки.

Когда офицер уже приготовился выбросить цветок, Эллисон выхватила его. Офицер смерил её презрительным взглядом и победоносно направился прочь.
«Что случилось с миром? — крикнула она ему в спину. — Цветы лучше пуль!»Charles A. Thomas «Blood of Isaac, Chapter Five:Flowers and Bullets»
На следующий день девушка погибла от смертельного ранения во время силовой акции со стороны Национальной гвардии в университете. Это произошло 4 мая 1970 года, в день расстрела, также называемого бойней, протестующих в Кентском университете.

## Альтернативные версии
Согласно другой версии происхождения фразы, она была последними словами Эллисон Краус. Эта гипотеза вероятнее всего следует из ошибочной интерпретации стихотворения «Цветы лучше пуль» Евгения Евтушенко: 
Это было Чистейших надежд выражение,

В миг, Когда, беззащитна, как совести тоненький пульс,

Ты вложила цветок

В держимордово дуло ружейное

И сказала: «Цветы лучше пуль».

Не дарите цветов государству,

Где правда карается.

Государства такого отдарок циничен, жесток.

И отдарком была тебе, Аллисон Краузе,

Пуля,

Вытолкнувшая цветок.Евгений Евтушенко
 Однако в архиве Кентского университета представлена следующая информация, которая опровергает эту версию:
«Барри, меня задели», — произнесла она слабым голосом. Она побледнела, но он не видел крови. «Нет, нет…» — сказал он, и она повторила: «меня задели». В этот момент он увидел кровь из-под её руки и закричал: «Скорую! На помощь!»Charles A. Thomas «Blood of Isaac, Chapter Six:The Blood of Isaac»
После этого Эллисон потеряла сознание, а вскоре скончалась.
Согласно третьей, наиболее распространённой, версии цветок в дуле винтовки солдата Майерса — подарок от Эллисон Краус. Соответственно, именно она вложила цветок в дуло винтовки. Но когда Эллисон и Барри подошли к солдату, в его оружии уже находился цветок сирени. При этом после того, как офицер выкинул цветок, Эллисон подобрала его. Однако нет документального подтверждения, что она вложила цветок обратно.

## Общественное значение
Фраза «Цветы лучше пуль» стала лозунгом антивоенных настроений, особенно усилившихся после трагедии в Кенте. По стране прокатилась волна студенческих волнений, самым массовым из которых стала забастовка в Вашингтоне 9 мая 1970 года.
«Цветы лучше пуль» — неотъемлемый атрибут событий 4 мая 1970 года в Кентском университете. Выражение «Цветы лучше пуль» (англ. Flowers are better than bullets) высечено на надгробном камне Эллисон Краус.
Фраза «Цветы лучше пуль» вдохнула новую жизнь в лозунг «Сила цветов», популярный в 1960—1970 годах, когда проходили студенческие демонстрации против войны во Вьетнаме. «Цветы лучше пуль» теперь начали ассоциировать с «Силой цветов». Однако фраза создала ответвление от «Силы цветов»: после массового освещения этой фразы возникло прямое сопоставление цветов и пуль. Именно поэтому после протестов можно наблюдать, как сочувствующие вставляют цветы в отверстия от пуль.
Лозунг актуален и в настоящее время, используется в протестах по всему миру. Так, плакат с почти дословной фразой Эллисон Краус использовался во время мирной демонстрации в Мьянме 21 сентября 2013 года.
Понятия «цветы» и «пули» не основаны исключительно на противопоставлении. В Кордове был создан сайт «Цветы и пули» (англ. Bullets&Flowers), направленный на совместный поиск и создание благоприятных условий жизни среди обездоленных молодых людей и сообществ со всего мира.

## Отражение в культуре
18 мая 1970 года советский поэт Евгений Евтушенко опубликовал в газете «Правда» стихотворение «Цветы и пули» («Цветы лучше пуль») в память об Эллисон Краус. В декабре 1970 года Евтушенко передал свою рукопись в отдел особых коллекций и архивов библиотеки Кентского университета.
В 6-й серии 10-го сезона мультсериала «Симпсоны» «D’oh-in in the Wind» главный герой Гомер Симпсон вставляет цветок в дуло полицейской винтовки и из него же получает выстрел в лоб. Также в начале фильма «Хранители» есть фрагмент, где девушка вставляет цветок в дуло винтовки солдата напротив. Оба примера — отсылки к движению «Сила цветов» и к одной из версий, по которым Эллисон вставила цветок в дуло винтовки М1 со словами «Цветы лучше пуль».
Также названия некоторых музыкальных композиций, таких как Jeff Powers «Flowers Are Better Than Bullets» (2018) и IMMNNC «flowers are better than bullets» (2017) созвучны фразе «Цветы лучше пуль». В первой песне рассказывается история Эллисон Краус и неоднократно звучит фраза «Цветы лучше пуль». В случае второго произведения, с точки зрения исполнителя такое название уместно, так как мелодия — «концентрация грусти и боли в музыкальном формате». В одной из строчек песни "Вечный двигатель" исполнителей pyrokinesis и найтивыход прозвучала данная фраза.